# Viane (Nederland)
Viane is een buurtschap in de voormalige gemeente Ouwerkerk, nu Schouwen-Duiveland in de Nederlandse provincie Zeeland.
Het bestaat uit een buitendijks gebouwd woonhuis. Er staat een weegbrug en is een (landbouw)haven die wegens verzanding niet meer bereikbaar is voor schepen vanuit het Keeten. Mede omdat de Slikken van Viane niet toegankelijk zijn wegens natuurbeheer (Natura 2000-gebied).

## Veerdienst
Al in de 14e eeuw bestond een veerdienst tussen Viane en Stavenisse op Tholen. Over het veer werd ook post vervoerd. Toen in 1847 de veerdienst tussen Zijpe en Anna Jacobapolder werd ingesteld, boette het veer Viane-Stavenisse aan belang in. Toen in 1900 de tramlijn Anna Jacobapolder - Steenbergen in gebruik werd genomen, werd het postvervoer tussen Viane en Stavenisse gestaakt. De veerdienst hield het vol tot in de jaren dertig van de 20e eeuw schipper Gradus Helmstrijd ermee stopte.